# Sabrilla Brunet
Sabrilla Brunet (née le 20 août 1982 à Lens) est une joueuse française de blackball (aussi appelé 8-pool), discipline de billard à poches la plus jouée en France. Depuis l'âge de 31 ans elle cumule les titres de championne d'Europe et de championne du monde.

## Biographie
Sabrilla Brunet, lycéenne, s'initie au billard vers l'âge de 15 ans et est inscrit au Billard Club Legrand à Limoge depuis 2023. Elle est n°1 française depuis 2013, championne d'Europe depuis 2010, elle détient 2 titres consécutifs de championne du Monde, depuis 2012, cette année-là elle fait un triplé : Championne du monde en individuel, championne du monde en équipe doublette et féminin.
Surnommée l'étoile d'or du billard, elle a aussi fait partie de l'équipe féminine championne d'Europe et du Monde en 2013, et de l'équipe championne d'Europe en 2014,,.

## Palmarès.

### En individuel
| Date       | Lieu                   | Championnat d'Europe | Championnat du Monde |  |
| 17/10/2024 | Bridlington Angleterre |                      | -                    |  |
| 01/11/2014 | Perth Écosse           |                      | Médaille d'or        |  |
| 25/04/2014 | Bridlington Angleterre | Médaille d'or        |                      |  |
| 04/11/2012 | Blackpool Angleterre   |                      | Médaille d'or        |  |
| 23/09/2011 | Tullow Irlande         | Médaille d'or        |                      |  |

### En équipe de France
| Date       | Lieu                   | Championnat d'Europe | Championnat du Monde |
| ---------- | ---------------------- | -------------------- | -------------------- |
| 18/10/2024 | Bridlington Angleterre |                      | Médaille d'or        |
| 15/10/2022 | Albi `                 |                      | Médaille d'or        |
| 8/11/2023  | Malte                  | Médaille d'or        |                      |
| 01/11/2014 | Perth Écosse           |                      | Médaille d'argent    |
| 25/04/2014 | Bridlington Angleterre | Médaille d'or        |                      |
| 04/11/2012 | Blackpool Angleterre   |                      | Médaille d'or        |
| 23/09/2011 | Tullow Irlande         | Médaille d'argent    |                      |